# Wittenmoor
Wittenmoor este o comună din landul Saxonia-Anhalt, Germania.